# David Okeke
David Albright Okeke (Monza, 15 settembre 1998) è un cestista italiano, di origini nigeriane.
Alto 2,08 m per 110 kg di peso, gioca nel ruolo di ala grande. È fratello maggiore di Leonardo Okeke, anch'egli cestista.

## Carriera

### Inizi
Inizia a giocare a pallacanestro nella Virtus Mortara all'età di nove anni. A undici anni si trasferisce a Roma per entrare nel settore giovanile della Stella Azzurra Roma, ma due anni dopo torna vicino a casa, unendosi alla Junior Casale Monferrato, dove rimane per due stagioni. Successivamente si trasferisce a Borgomanero, dove disputa anche le prime partite con la squadra senior in Serie C. Nella stagione 2015-2016 gioca in Serie B con l'Oleggio Basket, con cui vince i play-out contro il CUS Torino.

### Torino
Nel 2016-17 approda all'Auxilium CUS Torino, in Serie A, con un contratto quinquennale. Nella prima stagione, complici anche gli infortuni dei compagni di squadra, entra in quintetto nelle ultime partite e gioca diversi minuti, dimostrando il suo potenziale.
Nella stagione successiva debutta in Eurocup e diventa un giocatore cardine della squadra. Tuttavia, nel febbraio 2018, dopo il match di Eurocup contro lo Zenit San Pietroburgo, viene fermato dai medici a causa di un'aritmia cardiaca che lo costringe a rimanere fermo tre anni e a subire due operazioni al cuore.

### Il ritorno in campo all'estero
Torna a giocare nel gennaio 2021 all'estero — complice la situazione burocratica italiana legata all'idoneità sportiva — scendendo in campo con i colori dei georgiani del Rustavi, con cui vince il campionato nazionale.
Nelle stagioni 2021-2022 e 2022-2023 milita nel campionato islandese con il Keflavík. L'anno successivo gioca ancora in Islanda, questa volta con la maglia dell'Haukar. La sua esperienza nel paese prosegue anche nel 2024-2025, quando si unisce all'UMF Álftanes.

### Nazionale
Nato in Italia da genitori nigeriani ottiene, al compimento del diciottesimo anno di età, la cittadinanza italiana. Nell'estate 2017 vince la medaglia d'argento ai Mondiali Under-19 con la maglia azzurra e partecipa agli Europei Under 20.
Il 18 ottobre 2017 viene convocato per le partite contro Romania e Croazia valide per le qualificazioni ai Mondiali del 2019.

## Palmarès

### Club
- Campionato georgiano: 1

BC Rustavi: 2020-21
- Coppa Italia: 1

Auxilium Torino: 2018

### Nazionale
- Campionati mondiali maschili di pallacanestro Under-19: 
 Egitto 2017

## Statistiche

### Club

#### Serie A
| Stagione        | Squadra         | Competizione    | Partite | Partite | Partite | Statistiche tiro | Statistiche tiro | Statistiche tiro | Altre statistiche | Altre statistiche | Altre statistiche | Altre statistiche | Altre statistiche |
| Stagione        | Squadra         | Competizione    | Pres.   | Titol.  | Minuti  | Tiri da 2        | Tiri da 3        | Liberi           | Rimb.             | Assist            | Rubate            | Stopp.            | Punti             |
| --------------- | --------------- | --------------- | ------- | ------- | ------- | ---------------- | ---------------- | ---------------- | ----------------- | ----------------- | ----------------- | ----------------- | ----------------- |
| 2016-2017       | Fiat Torino     | Serie A         | 18      | 6       | 158     | 13 /20           | 3 /7             | 7 /10            | 26                | 3                 | 3                 | 4                 | 42                |
| 2017-2018       | Fiat Torino     | Serie A         | 17      | 7       | 263     | 21 /47           | 8 /22            | 6 /11            | 57                | 8                 | 2                 | 5                 | 72                |
| 2018-2019       | Fiat Torino     | Serie A         | 0       | 0       | 0       | 0 /0             | 0 /0             | 0 /0             | 0                 | 0                 | 0                 | 0                 | 0                 |
| Totale carriera | Totale carriera | Totale carriera | 35      | 13      | 421     | 34/67            | 11/29            | 13/21            | 83                | 11                | 5                 | 9                 | 114               |

#### Coppa Italia
| Stagione        | Squadra         | Competizione    | Partite | Partite | Partite | Statistiche tiro | Statistiche tiro | Statistiche tiro | Altre statistiche | Altre statistiche | Altre statistiche | Altre statistiche | Altre statistiche |
| Stagione        | Squadra         | Competizione    | Pres.   | Titol.  | Minuti  | Tiri da 2        | Tiri da 3        | Liberi           | Rimb.             | Assist            | Rubate            | Stopp.            | Punti             |
| --------------- | --------------- | --------------- | ------- | ------- | ------- | ---------------- | ---------------- | ---------------- | ----------------- | ----------------- | ----------------- | ----------------- | ----------------- |
| 2017-2018       | Fiat Torino     | Coppa Italia    | 0       | 0       | 0       | 0 /0             | 0 /0             | 0 /0             | 0                 | 0                 | 0                 | 0                 | 0                 |
| Totale carriera | Totale carriera | Totale carriera | 0       | 0       | 0       | 0 /0             | 0 /0             | 0 /0             | 0                 | 0                 | 0                 | 0                 | 0                 |

#### Eurocup
| Stagione        | Squadra         | Competizione    | Partite | Partite | Partite | Statistiche tiro | Statistiche tiro | Statistiche tiro | Altre statistiche | Altre statistiche | Altre statistiche | Altre statistiche | Altre statistiche |
| Stagione        | Squadra         | Competizione    | Pres.   | Titol.  | Minuti  | Tiri da 2        | Tiri da 3        | Liberi           | Rimb.             | Assist            | Rubate            | Stopp.            | Punti             |
| --------------- | --------------- | --------------- | ------- | ------- | ------- | ---------------- | ---------------- | ---------------- | ----------------- | ----------------- | ----------------- | ----------------- | ----------------- |
| 2017-2018       | Fiat Torino     | Eurocup         | 16      | 6       | 205     | 18 /25           | 6 /15            | 10 /17           | 35                | 11                | 9                 | 5                 | 64                |
| 2018-2019       | Fiat Torino     | Eurocup         | 0       | 0       | 0       | 0 /0             | 0 /0             | 0 /0             | 0                 | 0                 | 0                 | 0                 | 0                 |
| Totale carriera | Totale carriera | Totale carriera | 16      | 6       | 205     | 18 /25           | 6 /15            | 10 /17           | 35                | 11                | 9                 | 5                 | 64                |